# ماري بولين
ماري بولين فتاة من أرياف إنجلترا، وكانت عشيقة للملك هنري الثامن كونها إحدى وصيفات الملكة كاترين أراغون زوجة الملك هنري الثامن، وقد كانت على علاقة غير شرعية مع الملك رغبة منه، ومن موظفي البلاط في ذلك العصر ليتمكن الملك من إنجاب وريث للعرش الملكي، إلا أنه هجر عشيقته بعد أن سقط في حب أختها آن بولين، والتي هي كانت أيضا وصيفة للملكة كذلك. يقال أن ماري بولين أنجبت من الملك طفلة، وطفل، هما كاثرين كاري (Lady Knollys) حوالي: 1524 (التي تزوجت السير فرنسيس، ولها أولاد 12 طفلاً)، وهنري كاري بارون هونسدون 4 مارس 1526 (الذي تزوج 1545 آن مورجان، وله نسل).
و يقال أن الملك لم يعترف بأبناءه من ماري بولين، وقد عاشا في الأرياف مع والدتهما التي تزوجت فيما بعد.